# Bijna complexe variëteit
In de differentiaalmeetkunde, een deelgebied van de wiskunde, is een bijna complexe variëteit een gladde variëteit, die is uitgerust met een gladde lineaire complexe structuur op elke raakruimte. Het bestaan van deze structuur is een noodzakelijke, maar geen voldoende voorwaarde voor een variëteit om een complexe variëteit te zijn. Dat wil zeggen dat elke complexe variëteit een bijna complexe variëteit is; omgekeerd geldt dit niet. Bijna complexe structuren hebben belangrijke toepassingen in de symplectische meetkunde.
Het concept stamt uit de jaren 1940 en is te danken aan Ehresmann en Hopf.